# Wieczernij Biszkiek
Wieczernij Biszkiek (ros. Вечерний Бишкек) – kirgiski dziennik wieczorny, ukazujący się w języku rosyjskim cztery razy na tydzień w Biszkeku. Jest to jeden z najbardziej wpływowych środków masowego przekazu w Kirgistanie. Powstał 1 stycznia 1974 w ówczesnym Frunze. Obecnie gazeta posiada wersję internetową utworzoną 23 listopada 2011 roku. Od chwili założenia wersji internetowej jej redaktorką naczelną jest kirgiska dziennikarka, absolwentka Słowiańskiego Uniwersytetu Kirgisko-Rosyjskiego Dina Masłowa. W styczniu 2012 roku redakcja otwarła oficjalne strony w popularnych serwisach społecznościowych (Facebook, Twitter, Odnoklassniki.ru), gdzie współpracuje z czytelnikami.